# آرمادیلوی بینی‌دراز کوچک یپس
آرمادیلوی بینی‌دراز کوچک یپس یا آرمادیلو بینی دراز شمالی، (نام علمی: Dasypus yepesi) نام یک گونه از سرده پشمینه‌پاها است.
آرمادیلو بینی دراز بومی مناطق کلمبیا و ونزوئلا است.